# Hedysarum minussinense
Hedysarum minussinense är en ärtväxtart som beskrevs av Boris Fedtjenko. Hedysarum minussinense ingår i släktet buskväpplingar, och familjen ärtväxter. Inga underarter finns listade i Catalogue of Life.